# Wölpinghausen
Wölpinghausen település Németországban, azon belül Alsó-Szászország tartományban. Lakosainak száma 1600 fő (2023. december 31.).

## Népesség
A település népességének változása:
| Lakosok száma | 1574 | 1616 | 1628 | 1608 | 1621 | 1619 | 1600 |
|               | 2015 | 2016 | 2017 | 2019 | 2021 | 2022 | 2023 |